# 5572 Bliskunov
Az 5572 Bliskunov (ideiglenes jelöléssel 1978 SS2) a Naprendszer kisbolygóövében található aszteroida. Ljudmilla Vasziljevna Zsuravljova fedezte fel 1978. szeptember 26-án.